# Iberpac
Iberpac (o Red UNO) fue la red de datos española X.25 con conmutación de paquetes. Estaba operada por Telefónica España, el operador predominante de telecomunicaciones español. Iberpac prestaba su nombre a Iberpac Plus e Iberpac Básico, los últimos servicios de X.25 en España.

## Historia

### Red Especial de Transmisión de Datos
Iberpac evolucionó de la Red Especial de Transmisión de Datos (RETD), la primera red pública de datos del mundo. Creada en 1971, RETD se basó en computadoras Univac 418 III de uso general. Los protocolos originales de la Red Secundaria de Alto Nivel (RSAN) para RETD fueron desarrollados a medida por Telefónica (en aquel momento, CTNE) bajo los principios de diseño de ARPANET.

### Proyecto TESYS
En 1978, el proyecto TESYS (Telefónica, SECOINSA y SITRE) comenzó el desarrollo de nodos de conmutación de propósito específico. Algunos de los principios de diseño de los nodos TESYS fueron avanzados para su tiempo (multiproceso, protocolos de token ring). Por el contrario, la gran base de usuarios con terminales basados en protocolos RSAN heredados ralentizó la adopción de X.25, el desarrollo de productos TESYS y el soporte se dirigieron solo a CTNE (lo que impidió la propagación de TESYS a los mercados internacionales) y las líneas de datos en España se volvieron lentas para su tiempo (solo había un 2% de líneas superiores a 1200 bit/s en España en 1982, comparado con el 89% en Alemania Occidental).

### Iberpac y Red UNO X.25
Renombrada como IBERPAC, la red evolucionó a X.25 en la década de 1980, y fue renombrada nuevamente como 'Red UNO' en la década de 1990. Las sucursales bancarias y los servicios financieros conformaron la principal base de usuarios. IBERPAC permitió nuevos servicios de videotex y teletexto, aunque la adopción fue muy inferior a la popularidad de servicios similares en otros países, como el Minitel francés. Los servicios basados en protocolos RSAN heredados fueron definitivamente descartados en 1996.

## Uso
Hasta el 31 de diciembre de 2015, Red UNO admitía dos servicios X.25 heredados: Iberpac Plus de tarifa plana e Iberpac Básico de pago por uso. Los servicios de Iberpac estaban dirigidos a clientes corporativos con demandas específicas de confiabilidad.